# Ducado de Hornachuelos

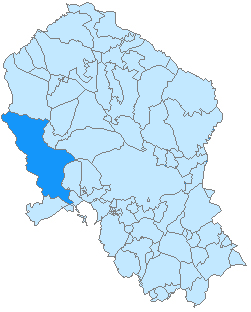
Situación de Hornachuelos, perteneciente s la comarca de la Vega del Guadalquivir. (Córdoba), España

El ducado de Hornachuelos es un título nobiliario español, creado el 18 de noviembre de 1868 por el Gobierno provisional (1868-1870) del general Serrano a favor de José Ramón de Hoces y González de Canales en recompensa por su apoyo al alzamiento nacional que puso fin al reinado de Isabel II, y preparó el advenimiento de Amadeo I.
Su denominación hace referencia a la localidad de Hornachuelos, perteneciente a la comarca de la Vega del Guadalquivir, en la provincia de Córdoba.

## Duques de Hornacuelos
|                                                       | Titular                                               | Periodo                                               |
| Creación por Gobierno provisional del general Serrano | Creación por Gobierno provisional del general Serrano | Creación por Gobierno provisional del general Serrano |
| ----------------------------------------------------- | ----------------------------------------------------- | ----------------------------------------------------- |
| {I                                                    | José Ramón de Hoces y González de Canales             | 1868-1895                                             |
| II                                                    | José Ramón de Hoces y Losada                          | 1897-1910                                             |
| III                                                   | José Ramón de Hoces y Dorticós-Marín                  | 1912-1937                                             |
| IV                                                    | Francisco de Asís de Hoces y Cubas                    | 1951-2004                                             |
| V                                                     | José Ramón de Hoces y Elduayen                        | 2005-actual titular                                   |

## Historia de los duques de Hornachuelos
- José Ramón de Hoces y González de Canales (Villa del Río en 1825-4 de octubre de 1895), IX conde de Hornachuelos, I duque de Hornachuelos, grande de España (concedido el 18 de noviembre de 1868),[1][2] marqués de Santa Cruz de Paniagua y señor de Albaida.[3] Fue senador y alcalde de Córdoba.[4][2]

Casó en primeras nupcias, el 4 de octubre de 1844, con Genoveva Fernández de Córdoba y Pulido, padres de Genoveva de Hoces y Fernández de Córdoba, VIII duquesa de Almodóvar del Río, grande de España. Contrajo un segundo matrimonio el 1 de junio de 1859 con María del Buen Consejo Losada Fernández de Liencres, con descendencia. Distribuyó sus títulos entre sus hijos: para el primogénito, José Ramón de Hoces y Losada, el ducado de Hornachuelos; para el segundo hijo varón, Lope de Hoces y Losada, el condado de Hornachuelos; y para el tercer hijo, Antonio de Hoces y Losada, el marquesado de Santa Cruz de Paniagua.
- José Ramón de Hoces y Losada (1865- 8 de septiembre de 1910 ), II duque de Hornachuelos, grande de España.[2][1]

Casó, el 12 de diciembre de 1887, con María Luisa González Carvajal y de la Puente, II condesa de Casal, con quién no hubo sucesión. En segundas nupcias casó el 21 de mayo de 1890 con María Graciela Dorticós-Marín y León. El 9 de septiembre de 1912, le sucedió, de su segundo matrimonio, su hijo:
- José Ramón de Hoces y Dorticós-Marín ( 1894-20 de septiembre de 1936), III duque de Hornachuelos, grande de España,[1][2][6] gentilhombre grande de España con ejercicio y servidumbre del rey Alfonso XIII.

Casó, el 24 de enero de 1918, con María de las Mercedes de Cubas y Urquijo, hija de Francisco de Cubas y Erice, II marqués de Fontalba, II marqués pontifício de Cubas y de María de la Encarnación de Urquijo y Ussía, I condesa de la Almudena. El 3 de julio de 1951, le sucedió su hijo:
- Francisco de Asís de Hoces y Cubas (1922-9 de agosto de 2003), IV duque de Hornachuelos, grande de España.[2]

Casó,  el 24 de enero de 1947, con María Teresa de Elduayen y Ratibor, hija de José de Elduayen Jiménez de Sandoval, II marqués de Elduayen, descendiente directo del marqués del Pazo de la Merced, y de Victoria Luisa de Ratibor, princesa de Hohenlohe-Schillingsfürst. Le sucedió su hijo el 16 de febrero de 2005:
- José Ramón de Hoces y Elduayen, V duque de Hornachuelos, grande de España[1][2][7]

Casó, el 3 de julio de 1974, con Lourdes de Íñiguez y Nogales.